# Поцето Пиколо (Парма)
Поцето Пиколо је насеље у Италији у округу Парма, региону Емилија-Ромања.
Према процени из 2011. у насељу је живело 16 становника. Насеље се налази на надморској висини од 45 м.